# Getz-Schelfeis
Koordinaten: 74° 15′ S, 126° 30′ W
Das Getz-Schelfeis ist eine antarktische Schelfeistafel, die über 480 Kilometer lang und zwischen 32 und 96 Kilometer breit ist. Sie grenzt an die Hobbs- und die Bakutis-Küste von Marie-Byrd-Land zwischen den McDonald Heights und der Martin-Halbinsel. Mehrere große Inseln wie zum Beispiel Dean-Insel und Grant-Insel sind teilweise oder auch ganz in das Eis eingebettet.
Der Teil der Tafel, der westlich der Siple-Insel liegt, wurde im Dezember 1940 bei der United States Antarctic Service Expedition (1939–1941) entdeckt. Der östliche Teil wurde erstmals nach bei der Operation Highjump von 1946 bis 1947 aufgenommenen Luftfotos kartiert. Die gesamte Tafel wurde von der United States Geological Survey nach Navy-Luftfotos von 1962 bis 1965 kartiert. Benannt wurde sie vom USAS nach George F. Getz aus Chicago, der bei der Beschaffung des Wasserflugzeugs für die Expedition geholfen hatte.